# 2020 en Iran
Cet article présente les faits marquants de l'année 2020 en Iran.

## Évènements

### Janvier
- 3 janvier : un drone américain abat le général iranien Qassem Soleimani, commandant de la force Al-Qods, et Abou Mehdi al-Mouhandis, no 2 des Hachd al-Chaabi, lors de l’attaque de l’aéroport de Bagdad, ce qui entraîne une crise diplomatique et de très graves tensions géopolitiques notamment avec l’Iran.
- 6 janvier : les funérailles à Téhéran de 5 Iraniens, dont le général Soleimani, et d'Al-Mouhandis (Irakien) tués dans la frappe américaine du 3 janvier, attirent plus d'un million de personnes.
- 7 janvier : les funérailles des généraux Soleimani et Pourjafari (tué dans la même frappe) à Kerman en Iran attirent une foule immense, une bousculade se déclenche, tuant plus de 50 personnes et en blessant 212.
- 8 janvier :
  - en Irak, les Forces armées iraniennes bombardent deux bases militaires internationales, celles d'Erbil et d'Aïn al-Assad, abritant des troupes de la Coalition internationale en Irak et en Syrie dont notamment des soldats américains[1] ;
  - le vol 752 Ukraine International Airlines est abattu par un missile sol-air iranien juste après son décollage de l'aéroport Imam-Khomeini de Téhéran, en Iran, provoquant la mort des 176 passagers et membres d'équipage ;
  - un tremblement de terre de magnitude 4.5 à 17 kilomètres au sud-est de la ville de Borazdjan blesse sept personnes et endommage légèrement la centrale nucléaire de Bouchehr[2].
- 21 janvier : la tête de Donald Trump est mise à prix par un parti Iranien, au prix de 3 millions de dollars[3].

### Février
- 21 février : élections législatives (1er tour).
- 23 février : un séisme à la frontière irano-turque provoque 9 morts et 37 blessés (dont huit dans un état critique selon le ministre turc de l'Intérieur Süleyman Soylu) en Turquie, et au moins 69 blessés en Iran[4].
- 25 février : alors que l'épidémie de COVID-19 a alors contaminé 95 personnes en Iran dont 15 en sont décédées, le vice-ministre de la santé Iraj Harirchi annonce avoir été lui aussi contaminé par le coronavirus SARS-CoV-2[5].

### Mai
- 10 mai : incident du Konarak dans le golfe d'Oman.

### Septembre
- 12 septembre : élections législatives (2e tour).